# Melitaea yuenty
Melitaea yuenty är en fjärilsart som beskrevs av Charles Oberthür 1886. Melitaea yuenty ingår i släktet Melitaea och familjen praktfjärilar. Inga underarter finns listade i Catalogue of Life.